# Скутер (кіт)
Скутер (кіт) – (англ. Scooter; 26 березня 1986 – 8 квітня 2016) – третій найстаріший підтверджений кіт-довгожитель на Землі, після (Кріма Пафф та Рекса Аллена), чий вік був підтверджений Книгою рекордів Гіннеса. На момент своєї смерті він був найстарішим живим котом у світі, його вік становив 30 років та 13 днів.
Зазвичай є багато кішок старшими за Скутера, але поки на даний час Книга рекордів Гіннеса не підтвердила їх вік, то кіт Скутер поки є третім найстарішим підтвердженим котом у світі.

## Біографія
Сіамський кіт Скутер народився 26 березня 1986 року в Менсфілді, штат Техас, США. Коли Скутеру був 1 місяць, він втратив матір.
Його господиня Гейл Флойд стверджує, що секрет довголіття вихованця — в активному способі життя. Ще будучи кошеням, Скутер забирався на плече своєї господині і тримався з нею поруч, куди б вона не вирушила. Ця звичка залишилася у кота та у дорослому житті. 
Флойд багато подорожувала разом із котом Скутером, вона об'їхала 45 із 50 американських штатів.
Він любив відвідувати нові місця та любив людей, розповідала господиня. Друзі Флойд теж любили Скутера і відгукувалися про нього як про активний, грайливий і повний енергії. Щоранку він будив господарку перед роботою, забираючись на ліжко і «розмовляючи» з нею завжди зустрічав жінку біля дверей, коли вона поверталася додому.
У кота були свої слабкості - він любив коли його сушать феном після купання, а його улюбленими ласощами була курятина.
У жовтні 2014 року, у віці 28 років Скутер зламав лапу. Його ветеринари казали, що Скутер дивовижний кіт із сильним потягом до життя.
26 березня 2016 року кіт відсвяткував свій 30-річний ювілей.
8 квітня 2016 року Скутер був занесений до Книги рекордів Гіннеса як кіт, який прожив 30 років, що рівнозначно 136  людським рокам. Як з'ясувалося за кілька годин, він помер у віці 30 років, 13 днів.